# Marius Clausen
Rasmus Marius Clausen (født 15. juni 1882 i Vester Aaby; død 11. september 1954 i København) var en dansk fotograf, der fra 1913 var ansat ved Nordisk Film. Han blev filminstruktøren Holger-Madsens foretrukne fotograf og forlod stort set filmbranchen, da Holger-Madsen i 1919 flyttede til Tyskland.
Han var gift med Mai Valerie (født i London, den 14. november 1895), dog fraskilt, da han døde.

## Filmografi

### 1913
- Ballettens Datter
- De dumme Mandfolk
- Den hvide Dame
- Fra Fyrste til Knejpevært
- Giftslangen
- Mens Pesten raser
- Prinsesse Elena
- Staalkongens Villie
- Under Mindernes Træ
- Under Savklingens Tænder

### 1914
- Den mystiske Fremmede
- Elskovsleg
- Endelig alene
- Et vanskeligt Valg
- Husassistenten
- I Kammerherrens Klæder
- Millionærdrengen
- Min Ven Levy
- Opiumsdrømmen
- Søvngængersken
- Uden Fædreland
- Under Skæbnens Hjul

### 1915
- 500 Kroner inden Lørdag
- Barnets Magt
- Cigaretpigen
- Danserindens kærlighedsdrøm
- En Opstandelse
- Et Haremsæventyr
- Et Huskors
- Evangeliemandens Liv
- Hvem er Gentlemantyven?
- Ned med Vaabnene!
- Tempeldanserindens Elskov
- Trold kan tæmmes (stumfilm)

### 1916
- Børnevennerne
- Danserindens Hævn
- Den forrykte Komponist
- Den frelsende Film
- Den hvide Djævel
- Den omstridte Jord
- Det stjaalne Ansigt
- En Æresoprejsning
- Grevinde Hjerteløs
- For sin Faders Skyld
- Guldets Gift
- Hvo, som elsker sin Fader
- I Livets Brænding
- Maaneprinsessen
- Manden uden Fremtid
- Sjæletyven
- Spiritisten

### 1917
- Børnenes Synd
- Fange Nr. 113
- Hans rigtige Kone
- Hendes Moders Løfte
- Hittebarnet
- Hvor Sorgerne glemmes
- Krigens Fjende
- Livets Gøglespil
- Manden uden Smil
- Nattens Mysterium
- Nattevandreren
- Pax æterna

### 1918
- Krig og Kærlighed
- Lydia
- Lykken
- Pigen fra Klubben
- Præstens Datter
- Retten sejrer
- Testamentets Hemmelighed

### 1919
- Den Æreløse
- En Kunstners Gennembrud
- Krigsmillionæren
- Lykkelandet
- Lykkens Blændværk

### 1920
- Blind Passager
- Gudernes Yndling
- Har jeg Ret til at tage mit eget Liv?

### 1921
- Det Største i Verden

### 1922
- Hans gode Genius